# Кросбі (округ, Техас)
Шаблон:StateAbbr_ 33°37′ пн. ш. 101°18′ зх. д. / 33.61° пн. ш. 101.3° зх. д.
Округ Кросбі (англ. Crosby County) — округ (графство) у штаті Техас, США. Ідентифікатор округу 48107.

## Історія
Округ утворений 1886 року.

## Демографія
За даними перепису 2000 року загальне населення округу становило 7072 осіб, усе сільське. Серед мешканців округу чоловіків було 3371, а жінок — 3701. В окрузі було 2512 домогосподарства, 1866 родин, які мешкали в 3202 будинках. Середній розмір родини становив 3,3.
Віковий розподіл населення поданий у таблиці:
| Стать    | До 15 років | 15-21 | 22-29 | 30-39 | 40-49 | 50-65 | 65-85 | Понад 85 |
| -------- | ----------- | ----- | ----- | ----- | ----- | ----- | ----- | -------- |
| Чоловіки | 898         | 367   | 311   | 380   | 435   | 521   | 414   | 45       |
| Жінки    | 886         | 372   | 359   | 422   | 439   | 577   | 542   | 104      |

## Суміжні округи
- Флойд — північ
- Дікенс — схід
- Гарза — південь
- Лаббок — захід

## Виноски
1. ↑  U.S. Decennial Census. United States Census Bureau. Архів оригіналу за 26 квітня 2015. Процитовано 21 квітня 2015.
2. ↑  Texas Almanac: Population History of Counties from 1850–2010 (PDF). Texas Almanac. Архів оригіналу (PDF) за 26 лютого 2015. Процитовано 21 квітня 2015.
3. ↑  State & County QuickFacts. United States Census Bureau. Архів оригіналу за 5 вересня 2015. Процитовано 9 грудня 2013.(англ.) Наведено за англійською вікіпедією.
4. ↑  American FactFinder. Бюро перепису населення США. Архів оригіналу за 29 липня 2011. Процитовано 31 січня 2008.

| США | Це незавершена стаття з географії США. Ви можете допомогти проєкту, виправивши або дописавши її. |